# Wolfspinnenartige
|  | Dieser Artikel wurde aufgrund von formalen oder inhaltlichen Mängeln in der Qualitätssicherung Biologie zur Verbesserung eingetragen. Dies geschieht, um die Qualität der Biologie-Artikel auf ein akzeptables Niveau zu bringen. Bitte hilf mit, diesen Artikel zu verbessern! Artikel, die nicht signifikant verbessert werden, können gegebenenfalls gelöscht werden. Lies dazu auch die näheren Informationen in den Mindestanforderungen an Biologie-Artikel. |

Die Wolfspinnenartigen (Lycosoidea) sind eine Überfamilie der Echten Webspinnen bestehend aus Jagd- und Raubspinnen mit drei Tarsalklauen (vgl.: Dionycha). Zu ihr gehören über 3200 Arten. Die größten Familien stellen die Wolfspinnen (Lycosidae) mit rund 2400 Arten, die Luchsspinnen (Oxyopidae) mit etwa 450 Arten und die Raubspinnen (Pisauridae) mit rund 330 Arten.

## Lebensweise
Die Angehörigen dieser Überfamilie sind meist tagaktive Jäger, die ihrer Beute nachstellen. Trotzdem bauen einige von ihnen auch beeindruckende Netze: Die Trichternetze der südostasiatischen, bis 2 cm großen Psechridae, die sich auch im Hochgebirge wohl fühlt, erreichen häufig eine Ausdehnung von einem Meter. Die Ähnlichkeit der Netze gab früher Anlass, eine Verwandtschaft zwischen Lycosoidea und den Trichterspinnen (Agelenidae) anzunehmen, und man ordnete einige Gattungen den Agelenidae zu. Dank genetischer Untersuchungen weiß man inzwischen jedoch, dass diese Verwandtschaft weniger eng ist.
Das aktive Jagen am Tage wird durch größere, nach vorne ausgerichtete Mittelaugen ermöglicht, deren Gesichtsfeld sich überschneidet und Entfernungsabschätzungen zulässt. Dennoch ist der Sehsinn nicht soweit entwickelt wie bei den Springspinnen; Jagd- und Raubspinnen dieser Überfamilie orientieren sich, wie die meisten Webspinnen, hauptsächlich durch akustische, taktile (Behaarung: Trichobothrien) und chemische Sinne (lyraförmiges Organ). Aus geringer Distanz wird die Beute aber auch optisch fixiert. Der Sehsinn spielt auch bei der Balz eine Rolle.

## Brutpflege
Wolfspinnen (Lycosidae) betreiben eine auffällige Brutpflege. Das machen zwar auch viele andere Spinnen bis zum Füttern, jedoch wird der Eikokon von den Wolfspinnen bei den Jagdstreifzügen an die Spinnwarzen (Pardosa) geheftet, mit den Kieferklauen (Raubspinnen, Pisauridae) oder auf dem Hinterleib (Wasserjäger, Pirata) mitgenommen, um ihn vor Feinden verteidigen zu können. Versucht man, einer Wolfspinne ihren Eikokon wegzunehmen, wird er energisch verteidigt. Dabei geht sie bis zum äußersten, versucht zu beißen (einigen größeren gelingt es durchaus) und hält den Kokon mit den Kieferklauen fest. Nimmt man ihr den Kokon weg, wird sie noch Stunden nach ihm suchen und in ihrer Verzweiflung gar ähnliche Kugeln, beispielsweise Papierkugeln, versuchen als Kokonersatz anzunehmen.
Die Spinnenmutter leistet Geburtshilfe, in dem sie den Kokon aufbeißt. Die Jungtiere klettern sofort auf ihren Rücken. Während bis zu hundert kleiner Jagdspinnen sich an den Haaren der Mutter festhalten und sich von ihrem Eidotter ernähren, streift die Mutter umher, vermutlich um möglichst optimale mikroklimatische Bedingungen und gute Verstecke zu finden. Um sich nicht allzu großer Gefahr auszusetzen, verzichtet sie während der etwa acht Tage dauernden Phase auf die Jagd. Welche Rolle dieses Verhalten spielt, ist jedoch unklar; die Jungtiere wachsen auch von der Mutter isoliert relativ erfolgreich auf.
Einem Wolfspinnenweibchen kann man sogar einen artfremden Kokon "unterschieben", um welchen sie sich ebenso kümmern wird. Die schlüpfenden Jungtiere klettern dann auf die Stiefmutter und lassen sich herumtragen. Sie klettern aber auch auf Männchen – für diese sind die Jungtiere allerdings ein gefundenes Fressen.
Raubspinnenweibchen (Pisauridae) hingegen umgehen dieses Risiko, in dem sie vor dem Schlüpfen der Jungtiere zwischen Pflanzenstängeln in der Krautschicht ein schützendes Gespinst anlegt und den Kokon darin aufhängen. Die Jungtiere bleiben einige Tage nach dem Schlüpfen dicht gedrängt in diesem Gespinst bis zur ersten Häutung und gehen dann allmählich ihrer räuberischen Lebensaufgabe nach.

## Systematik
Die Zugehörigkeit der Familien ist noch nicht endgültig geklärt. Familien nach Hallan (2005). Die Zorocratidae wurden mittlerweile mit den Zoropsidae synonymisiert.
- Ctenidae, auch Kammspinnen genannt; 41 Gattungen, 503 Arten
- Lycosidae, auch Wolfspinnen genannt; 123 Gattungen, 2403 Arten, davon 70 heimisch
- Neolanidae
- Oxyopidae, auch Luchsspinnen oder Scharfaugenspinnen genannt; 9 Gattungen, 454 Arten, davon 3 heimisch
- Pisauridae, auch Raubspinnen genannt; 51 Gattungen, 356 Arten, davon 3 heimisch Stand: 24. April 2019
- Psechridae; 2 Gattungen, 61 Arten, keine heimisch
- Senoculidae
- Stiphidiidae
- Trechaleidae, auch Fischerspinnen genannt, 16 Gattungen, 140 Arten
- Zoropsidae, auch Kräuseljagdspinnen genannt, 25 Gattungen, 117 Arten